# Emily Westacott
Emily Westacott (Brisbane, 6 de maio de 1910 - 9 de outubro de 1980), Hood quando solteira, foi uma tenista australiana. Ela ganhou um torneio de simples do Australian Open.